# Rendement d'un aménagement hydroélectrique
 (octobre 2019).
Si vous disposez d'ouvrages ou d'articles de référence ou si vous connaissez des sites web de qualité traitant du thème abordé ici, merci de compléter l'article en donnant les références utiles à sa vérifiabilité et en les liant à la section « Notes et références ».
Le rendement d’un aménagement de production hydroélectrique est le rapport entre la puissance électrique fournie par cet aménagement et injectée sur le réseau, et la puissance théorique du débit de la chute d’eau qui traverse ses turbines hydrauliques. Cette seconde puissance est principalement déterminée par la hauteur de chute et le débit d'eau.
Le rendement du cycle d’un aménagement de pompage-turbinage (STEP) est le rapport entre l’énergie produite par le turbinage d’un certain volume d’eau et celle qui est consommée pour pomper ce même volume.
Une connaissance précise de ces rendements est essentielle pour une gestion économique des aménagements en fonction des prix du Marché de l'électricité et de l’hydraulicité des apports.

## Rendement composé
Le rendement global {\displaystyle \eta _{T}} du turbinage est le produit des rendements spécifiques des divers organes de transformations successives de la puissance de l’eau en puissance électrique :
- {\displaystyle \eta _{Cond}} : celui de l’infrastructure de transport de l’eau, qui est minoré par les pertes de charge de la galerie d’amenée et/ou de la conduite forcée ;
- {\displaystyle \eta _{Turb}} : celui de la turbine hydraulique proprement dite, dont le produit est la puissance mécanique fournie à l’arbre de transmission ;
- {\displaystyle \eta _{Arbre}} : celui de l’arbre, dont les pertes proviennent des frottements sur les paliers ;
- {\displaystyle \eta _{Alt}} : celui de l’alternateur ;
- {\displaystyle \eta _{Transf}} : celui du transformateur, qui élève la tension produite par l’alternateur au niveau de celle du réseau.

Ces divers rendements dépendent des conditions d’exploitation, en particulier :
- du débit et de la hauteur de chute brute ;
- de l’état de surface des conduites et des éléments de la turbine ;
- du facteur de puissance aux bornes du réseau ;
- de la fréquence, dont les (faibles) variations modifient la vitesse de la turbine.

Les rendements indiqués ci-dessous sont des ordres de grandeur correspondant à des aménagements relativement importants (> 100 MW). Ils peuvent être significativement inférieurs pour de plus petits aménagements, tout particulièrement pour la micro-hydraulique.

### Galerie et conduite
Pour un débit donné dans une conduite forcée, les turbulences et les frottements de l’écoulement réduisent la partie utilisable de l’énergie potentielle gravitationnelle de l’eau ; elle correspond à une hauteur de chute nette théorique {\displaystyle H} qui est inférieure la chute brute {\displaystyle H_{0}} conformément à la relation {\displaystyle H=H_{0}-\Delta H} où {\displaystyle \Delta H} est la perte de charge de l’écoulement.
Par exemple, selon le modèle de l’équation de Darcy-Weisbach, {\displaystyle \Delta H} est proportionnelle au carré de la vitesse (donc au carré du débit {\displaystyle \displaystyle Q}) et le rendement du transport de l’eau s’écrit alors
{\displaystyle \eta _{Cond}=1-\alpha \cdot Q^{2}}
où {\displaystyle \displaystyle \alpha } est un coefficient positif reflétant les caractéristiques de la conduite : {\displaystyle \displaystyle \alpha } est proportionnel à {\displaystyle f\cdot L\cdot D^{-5}}, {\displaystyle \displaystyle f} étant le facteur de friction, {\displaystyle \displaystyle L} la longueur et {\displaystyle \displaystyle D} le diamètre. La validité de cette équation diminue lorsque le débit conduit à un rendement « trop faible » ({\displaystyle \eta _{Cond}\leqslant 0.8} par exemple).
Évalués au débit maximal d’exploitation, les rendements des galeries et conduites d’aménagements réels varient entre 90 et 95 %, et atteignent souvent des valeurs supérieures pour des aménagements de pompage-turbinage (afin de limiter les pertes de charge qui se manifestent ici dans les deux modes d’exploitation).

### Turbine

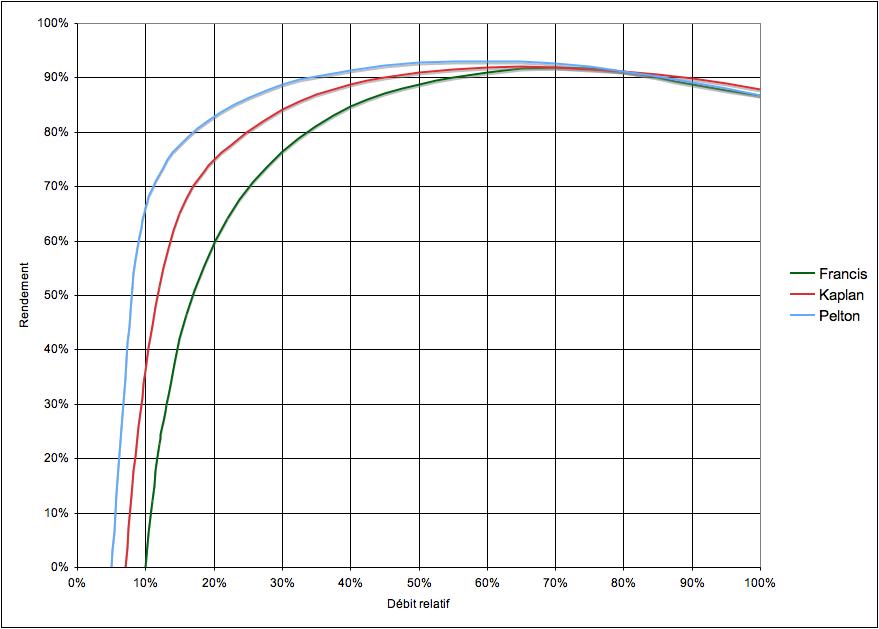
Rendements types de quelques turbines en fonction du débit relatif.

Pour chacune des trois technologies principales, les turbines présentent des courbes de rendement qui chutent lorsque le débit passe en dessous des 40 % du débit nominal (maximal). La figure ci-contre indique l’allure générale de ces courbes.
Le coût de conception et d’usinage des turbines augmente avec le rendement souhaité. Au moment de passer commande auprès d’un fabricant, celui-ci s’est engagé sur un rendement minimal qu’il devrait atteindre. Il encourt généralement des bonus/pénalités contractuelles si le rendement effectif (mesuré au moment de la réception) s’écarte de son objectif.
Comparativement aux pertes de la turbine, celles du frottement de l’arbre liant les machines entre elles sont négligeables.
L’espérance de vie d’une turbine atteint quelques dizaines d’années. Cependant, malgré l’utilisation d’alliages extrêmement résistants, le rendement d’une roue neuve se dégrade avec sa durée d’utilisation : il se produit des phénomènes de corrosion par cavitation, d’érosion par l’eau et d’abrasion par les particules en suspension (eaux glaciaires) qui modifient progressivement les profils en creusant des rigoles et en produisant des irrégularités sur les surfaces. Il est possible de rajeunir une roue endommagée par des opérations de rechargement.

### Alternateur
Le rendement d’un gros alternateur atteint 95 à 98 % lorsqu’il produit à sa capacité nominale, sans puissance réactive (facteur de puissance égal à 1), et que la fréquence du réseau est stable.

### Transformateur
Les principales pertes d’un transformateur électrique sont les pertes magnétiques qui se manifestent dès la mise sous tension et les pertes par effet Joule qui varient en proportion du carré de la puissance transformée. Elles restent toutefois limitées dans un gros transformateur dont le rendement atteint 99 à 99,5 % en régime nominal.

### Rendement global (collines de rendement)

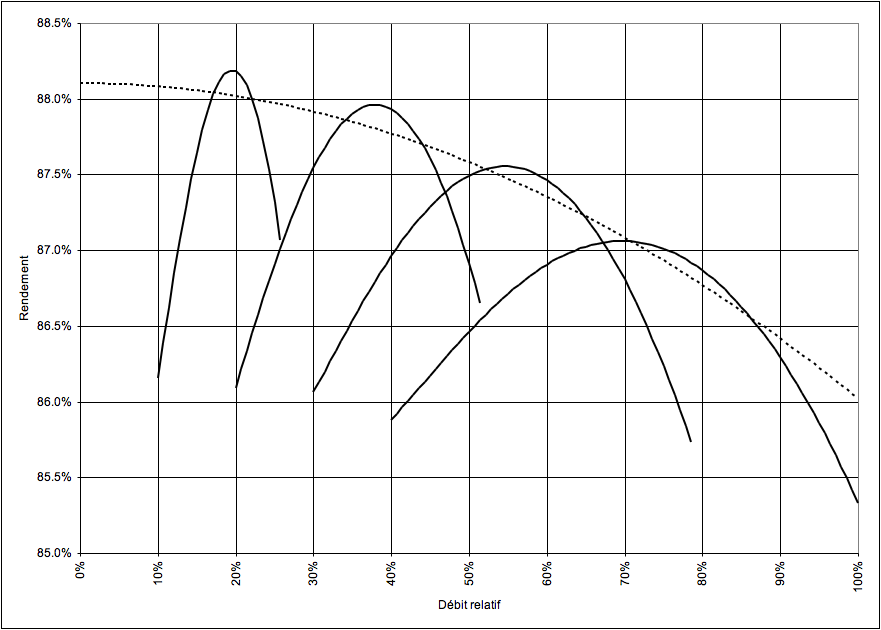
Collines de rendement d’un aménagement de quatre groupes en fonction du débit relatif.

En fonction du débit turbiné et du nombre de groupes en service, le produit des rendements précédents permet de déterminer le rendement global. La figure ci-contre indique un graphe typique des « collines de rendement » obtenues pour un aménagement constitué de quatre groupes identiques. Chaque courbe présentant une allure générale semblable, deux effets les distinguent :
- une homothétie reflétant la plage des débits turbinables qui est croissante avec le nombre de groupes,
- un tassement (diminution du rendement maximal) induit par les pertes de charges quadratiques de l’adduction.

Lorsque les rendements sont utilisés dans une réflexion à long terme, par exemple pour déterminer une évaluation économique de la production valorisée aux conditions du marché de l’énergie durant plusieurs années, il est difficile de prendre en considération l’engagement spécifique des groupes. La courbe en pointillés est une approximation du rendement global de l’usine en fonction du débit.

### Autre considération
Les rendements correspondent à un état de marche stationnaire où le débit et la puissance sont constants (équilibre hydraulique et électrique). En effet, toute modification de l’ouverture des vannes de l’usine engendre une phase transitoire durant laquelle se manifestent des phénomènes essentiellement périodiques, tels les ondes de pression du coup de bélier et un balancement de la colonne d’eau dans la chambre d’équilibre.

## Rendement du cycle d’un aménagement de pompage-turbinage
En mode de pompage, les rendements des diverses transformations de la puissance électrique en débit refoulé à l’amont correspondent en gros (et à l’ordre près) à ceux du turbinage. Une particularité du pompage est que le débit (et donc la puissance nécessaire à la pompe) est directement lié à la vitesse de rotation : des collines de rendement existent lorsque  le moteur-alternateur est asservi par un dispositif de régulation de vitesse (électronique de puissance), ce qui n’est pas le cas pour un moteur synchrone.
Si {\displaystyle \eta _{T}} et {\displaystyle \eta _{P}} sont les rendements globaux respectifs du turbinage et du pompage, le rendement global {\displaystyle \eta _{P/T}} du cycle pompage-turbinage est naturellement le produit des deux.
Pour des aménagements relativement importants (> 100 MW), le rendement du cycle varie de 70 à 85 %[source insuffisante]. Entre un cycle obtenu au meilleur rendement possible et celui pratiqué à pleine puissance, on constate un écart de rendement de 3 à 6 %.